# Wachtendonk
Wachtendonk è un comune di 8 192 abitanti della Renania Settentrionale-Vestfalia, in Germania.
Appartiene al distretto governativo (Regierungsbezirk) di Düsseldorf e al circondario (Kreis) di Kleve (targa KLE).